# هیدج
هیدج شهری از توابع بخش مرکزی شهرستان ابهر در استان زنجان است.

## جمعیت
این شهر واقع در بخش مرکزی شهرستان ابهر، بر اساس سرشماری مرکز آمار ایران در سال ۱۳۹۰، جمعیتی بالغ بر ۲۰٬۰۰۳ نفر، متشکل از ۹٬۶۶۱ مرد و ۱۰٬۳۴۲ زن در قالب ۳٬۷۶۴ خانوار داشته است. مردم این شهر به زبان ترکی آذربایجانی صحبت میکنند این شهر در بین شانزده شهر استان رتبه پنجم جمعیتی بعد از مراکز شهرستان‌های زنجان، ابهر، خرمدره و قیدار (خدابنده) را داراست.

## اقتصاد
شهر هیدج با توجه به شاخص جمعیتی ۱۵۰۰۰ نفری خود دارای اقتصادی بسیار پویا و فعال بوده و نقش بسیار کلیدی و مهمی را در سطح منطقه ایفا می‌کند و به‌نوعی نبض اقتصادی استان زنجان  می‌باشد.
هیدج نسبت به سایر شهرهای استان زنجان از نظر اشتغال‌زایی رتبه بسیار خوبی در سالیان اخیر کسب نموده است به‌طوری که آمار بیکاری در این شهر منفی می‌باشد، همین امر سبب شده تا نیروی جویای کار از شهرهای دیگر برای اشتغال و سرعت بخشیدن به چرخه صنعت در این شهر مشغول به کار شوند.

## صنایع و تولیدات
هیدج در نگاه کلی شهری صنعتی و کشاورزی است 
هیدج جزو سه شهر بزرگ تولید کننده کفش در ایران می باشد و رتبه اول تولید کفش بچه گانه کشور را کسب نموده است همچنین این شهر در صنعت کشاورزی بسیار سرآمد بوده بیشترین تولید لوبیا چیتی در شمال غرب کشور را دارد که غالب محصولات آن به سراسر کشور و کشور های همسایه صادر می شود
شهرک صنعتی هیدج دارای شرکت‌هایی تولیدی در زمینه بسته‌بندی و بوجاری حبوبات و غلات و خوراک دام - تولید لوله - سیم و کابل - صنایع چوب و نئوپان دستمال کاغذی و… می‌باشد.

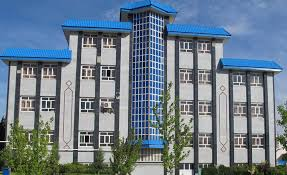
دانشگاه آزاد اسلامی واحد هیدج

## پیشینه - وضعیت
این شهر دارای حوزه علمیه است که قدمت بنای آن به بیش از ۱۸۰ سال می‌رسد حوزه علمیه هیدج مربوط به اواسط دوره قاجار است و در شهرستان ابهر هیدج واقع شده. ین اثر در تاریخ ۲ شهریور ۱۳۷۸ با شمارهٔ ثبت ۲۳۸۷ به عنوان یکی از آثار ملی ایران به ثبت رسیده است.
در گذشته مردمان آن را «هیه» می‌نامیدند که در آن دروازه و کاروانسرا برای استراحت کاروان بوده، نام هیدج از هودج یا محمل گرفته شده که در زمان‌های گذشته برای حمل بزرگان استفاده می‌شده، (نام هیدج را با هودج (کجاوه) سنجیده‌اند ولی این نام به صورت هودژ (شکلی از هودج) به معنی محل دژ خوب است) قدمت این شهر به زمان‌های دور برمی گردد ولی از زمانی که دختر شاه خدابنده سلطان محمد خدابنده که مقبره آن در گنبد سلطانیه است، هنگام عبور از آن شهر که آن زمان روستایی دور بوده، دخترش دچار بیماری شدیدی شده و بعد از مداوا در همان مکان فوت می‌کند. از آنجا که این منطقه آب و هوایی بسیار مطبوع داشته در همان‌جا دخترش را دفن و مقبره‌ای زیبا از سنگ مرمر سفید برایش می‌سازد که مقبره و سنگ قبر به سرقت رفت و مابقی آرامگاه به دست شهردار وقت تخریب شد که این محل به هی مردان معروف بود که اکنون دوباره ساخته شده است.
جمعیت هیدج در سال ۱۳۴۵ در حدود (۴۷۰۰ نفر) در سال ۱۳۵۵(۶۲۱۲ نفر) در سال ۱۳۶۵ (۹۱۰۷نفر) در سال ۱۳۷۵ (۱۰۷۲۷ نفر) بوده است و نسبت جمعیت شهری هیدج نسبت به شهرستان به ترتیب ۱۵درصد، ۱۰ درصد، ۹در صد بوده است که یک سیر نزولی داشته است.
مساحت این شهر در حدود ۵ کیلومتر مربع و ارتفاع آن از سطح دریا ۱٬۶۲۷ متر است. به دلیل وجود شیب و کوه‌های شمالی و جنوبی این شهر دارای منابع آب زیادی می‌باشد و به دلیل وجود منابع آب سطحی و زیر زمینی فعالیت‌های کشاورزی رونق زیادی دارد و به لحاظ آب هوایی جزء اقلیم خیلی سرد. معتدل می‌باشد.
این شهر به لحاظ تقسیمات سیاسی اداری در دهه‌های گذشته دچار تحولاتی گردیده، به‌طوری‌که از سال۱۳۵۷جزء شهرستان ابهر بوده و با تغییراتی که در سال۱۳۷۶در تقسیمات سیاسی اداری شهرستان رخ داد خرمدره از ابهر منتزع و با الحاق شهر هیدج و روستاهای همجوار، شهرستان جدیدی بدون لحاظ کردن ویژگی‌های طبیعی، اقتصادی، فرهنگی و اجتماعی شکل گرفت بار دیگر در سال ۱۳۷۸ این شهر از شهرستان خرمدره منتزع و به شهرستان ابهر الحاق گردید.
با به وجود آمدن این تغییرات در تقسیمات سیاسی اداری منطقه و تغییر مرزها و رقابت بین شهرهای منطقه به ویژه مراکز این دو شهرستان، هیدج به دلیل شرایط ذکر شده دچار دستخوش تغییراتی در خصوص زیر ساخت‌های اقتصادی، اجتماعی و فرهنگی شد. به‌طوری‌که شهر هیدج از قدیم‌الایام به عنوان مرکز تجاری و خدماتی و فرهنگی منطقه عمل می‌نمود و حوزه نفوذ آن نه تنها شهرها و روستاه‌های همجوار بلکه مناطق خدابنده، سلطانیه و طارم را نیز شامل می‌شد.